# Diocesi di Tuscamia
La diocesi di Tuscamia (in latino Dioecesis Tuscamiensis) è una sede soppressa e sede titolare della Chiesa cattolica.

## Storia
Tuscamia, nell'odierna Algeria, è un'antica sede episcopale della provincia romana della Mauritania Cesariense.
Unico vescovo conosciuto di questa diocesi africana è Massimo, il cui nome appare al 110º posto nella lista dei vescovi della Mauritania Cesariense convocati a Cartagine dal re vandalo Unerico nel 484; Massimo, come tutti gli altri vescovi cattolici africani, fu condannato all'esilio. Dato che in quel momento è l'unico vescovo conosciuto con questo nome appartenente alla Mauritania Cesariense, Mandouze identifica Massimo con il vescovo Ulpio Massimo, di cui è stato scoperto l'epitaffio ad Altava (Ouled Mimoun), secondo il quale morì il 19 agosto 529 all'età di 85 anni.
Dal 1928 Tuscamia è annoverata tra le sedi vescovili titolari della Chiesa cattolica; dal 12 gennaio 2005 il vescovo titolare è Antônio Augusto Dias Duarte, già vescovo ausiliare di Rio de Janeiro.

## Cronotassi

### Vescovi residenti
- Massimo † (menzionato nel 484)

### Vescovi titolari
- Thomas Addis Emmet, S.I. † (3 luglio 1930 - 5 ottobre 1950 deceduto)
- Maurice Schexnayder † (11 dicembre 1950 - 13 marzo 1956 nominato vescovo di Lafayette)
- Lawrence Alexander Glenn † (13 luglio 1956 - 27 gennaio 1960 nominato vescovo di Crookston)
- Guido Del Mestri † (28 ottobre 1961 - 28 giugno 1991 nominato cardinale diacono di Sant'Eustachio)
- José Guadalupe Martín Rábago (15 aprile 1992 - 23 agosto 1995 nominato vescovo di León)
- Filippo Santoro (10 aprile 1996 - 12 maggio 2004 nominato vescovo di Petrópolis)
- Antônio Augusto Dias Duarte, dal 12 gennaio 2005